# Hadundung
Hadundung is een bestuurslaag in het regentschap Labuhan Batu Selatan van de provincie Noord-Sumatra, Indonesië. Hadundung telt 1402 inwoners (volkstelling 2010).